# Fort Hoskins
Fort Hoskins est un ancien poste militaire de la United States Army établi en 1856 dans le comté de Benton en Oregon afin de protéger et contrôler les Amérindiens installés dans la réserve indienne de la Côte (en). Il a été abandonné le 10 avril 1865.
Il a été nommé en l'honneur du premier lieutenant Charles Hoskins tué le 21 septembre 1846 à la bataille de Monterrey durant la guerre américano-mexicaine.